# Hypolobocera gorgonensis
El cangrejo de agua dulce colombiano (Hypolobecera gorgonensis) es una especie de crustáceo de la familia Pseudothelphusidae. Es endémico de Colombia

## Distribución
Es endémico de la isla Gorgona, Cauca, Colombia